# 묀히스요흐 산장

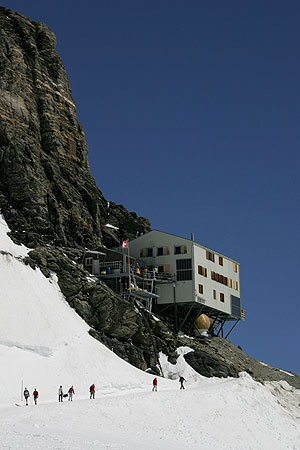
묀히스요흐 산장

묀히스요흐 산장(독일어: Mönchsjochhütte)는 스위스 발레주의 베른 알프스에 위치한 산장이다. 해발 3,658m에 위치한 스위스 알파인 클럽이 소유한 가장 높은 오두막 중 하나이다.
오두막은 묀히와 트루크베르크 사이의 오버스 묀히스요흐(3,627m) 바로 위에 있으며 상부 알레치 빙하에 있다. 융프라우, 묀히 및 이 지역의 다른 봉우리 등정에 사용된다.

## 접근
오두막은 빙하 위의 안전한 활강로를 통해 여름철 융프라우요흐역에서 보행자가 쉽게 접근할 수 있다. 그러나 겨울철에는 등산객만 이용할 수 있다. 남쪽에 있는 콘코르디아 산장에서도 접근할 수 있다.